# Галещина
Галещина — поселок в Стародубском муниципальном округе Брянской области.

## География
Находится в южной части Брянской области на расстоянии приблизительно 17 км на северо-восток от районного центра города Стародуб.

## История
Известен с 1920-х годов. На карте 1941 года был отмечен как Голещина с 23 дворами. До 2019 года входила в состав Гарцевского сельского поселения Стародубского района, с 2019 по 2020 в Меленское сельское поселение до его упразднения.

## Население
Численность населения: 90 человек (1926 год, приблизительно), 21 человек в 2002 году (русские 100 %), 20 в 2010.